# Gayton (Norfolk)
Gayton is een civil parish in het bestuurlijke gebied Kings Lynn en West Norfolk, in het Engelse graafschap Norfolk met 1432 inwoners.